# Lista de grafemas de caracteres chinos de uso común
La lista de grafemas de caracteres chinos de uso común (en chino, 常用字字形表; jyutping, soeng4jung6zi6 zi6jing4 biu2; en inglés: List of Graphemes of Commonly-used Chinese Characters), abreviado como lista de grafemas de carácteres (en chino, 字形表), es una lista de 4762 caracteres chinos de uso común y sus grafemas estandarizadas prescritas por la Oficina de Educación de Hong Kong. La lista está destinada a ser enseñada en las escuelas primarias y secundarias de Hong Kong. No impone restricciones sobre los tipos de letra utilizados para la impresión, como los estilos de fuentes ming, gótica, etc.

## Historia
El trabajo de investigación y compilación de la Lista comenzó en julio de 1984. El trabajo fue realizado por el profesor Lei Hok-ming (李學銘) del Departamento de Chino de la Oficina de Educación del Instituto de Idiomas en la Educación (ILE) (語文教育學院) y otros académicos dentro del departamento. Un Comité para la Investigación de Grafemas de Caracteres Chinos de Uso Común, compuesto por académicos de varias instituciones académicas, también participó en el proceso de examen y aprobación de cada carácter. La Lista se completó en septiembre de 1985 y se publicó en septiembre de 1986.
La lista se revisó más a fondo tras las reediciones en 1990, 1997 y 2000. La revisión de 1990 fue realizada por tres profesores del departamento de chino de la ILE. En el 2000, la ILE se había convertido en parte de la Universidad de Educación de Hong Kong, por lo que el proceso de edición estuvo a cargo de tres profesores (Ze Gaa-hou 謝家浩, Lou Hing-kiu 盧興翹y Sitou Sau-mei 司徒秀薇) de la Universidad de Educación, junto con Lei Hok-ming, quien estaba en la Universidad Politécnica de Hong Kong en ese momento.
La lista se actualizó por última vez en 2007 y se incluyó como un apéndice de las Listas léxicas de chino de Hong Kong para el aprendizaje primario (en chino tradicional, 香港小學學習字詞表; jyutping, Hoeng1gong2 siu2hok6 hok6zaap6 zi6ci4 biu2). 
En 2012, la lista se publicó como un libro de tapa dura, con pronunciaciones en cantonés y mandarín y explicaciones simples en inglés para cada carácter.